# Discografia de Itzy
A discografia de Itzy, um girl group sul-coreano, consiste em dois álbuns de estúdio, um álbum de compilação, nove extended plays, um single álbum, quatorze singles, quatro singles promocionais e uma trilha sonora. Em 12 de fevereiro de 2019 o grupo lançou seu primeiro single álbum It'z Different liderado pelo single "Dalla Dalla" que alcançou a posição número dois na Circle Digital Chart e foi a canção de um girl group com melhor desempenho de 2019 na Coreia do Sul. Elas marcaram uma das maiores estreias na Billboard para um novo grupo de K-pop em anos, com "Dalla Dalla" alcançando o número dois na parada World Digital Song Sales. Tornou-se a primeira canção de estreia de um grupo de K-pop a ganhar uma certificação platina da Korea Music Content Association (KMCA). O primeiro EP de Itzy, It'z Icy, foi lançado em 29 de julho e alcançou a posição número três na Circle Album Chart, enquanto seu single "Icy" alcançou o top dez na Circle Digital Chart.
Itzy lançou seu segundo EP It'z Me em 9 de março de 2020, que se tornou seu primeiro álbum número um. O single principal "Wannabe" foi o terceiro a entrar no top dez da Circle Digital Chart e foi certificado ouro no Japão e nos Estados Unidos. Em 17 de agosto, o grupo lançou seu terceiro EP e segundo álbum número um Not Shy;  seu single de mesmo nome alcançou o top dez na Coreia do Sul e foi certificado ouro no Japão. Em 30 de abril de 2021, Itzy lançou seu quarto EP Guess Who e seu single "In the Morning", ambos entrando no top dez de suas respectivas paradas. O EP foi certificado como platina por ultrapassar 250.000 unidades vendidas na Coreia do Sul e foi sua primeira entrada na Billboard 200 dos EUA. O primeiro álbum de estúdio do grupo Crazy in Love foi lançado em 24 de setembro e se tornou seu terceiro álbum número um. Ele estreou no número 11 na Billboard 200 dos EUA e foi certificado 2× platina por atingir 500.000 unidades vendidas na Coreia do Sul.
O quinto EP de Itzy Checkmate foi lançado em 15 de julho de 2022 e apresentava o single entre o top cinco "Sneakers". Foi o quarto álbum número um e o primeiro a ser certificado em Milhão por ultrapassar 1.000.000 de cópias vendidas. Ele também estreou na oitava posição na Billboard 200 para se tornar o primeiro álbum de Itzy entre os dez primeiros nos Estados Unidos. O sexto e sétimo EPs do grupo Cheshire e Kill My Doubt foram lançados em 30 de novembro de 2022 e 31 de julho de 2023; ambos alcançaram o primeiro lugar na Circle Album Chart e o top 25 na Billboard 200, e venderam mais de um milhão de cópias. Itzy lançou seu primeiro álbum de estúdio japonês Ringo em 18 de outubro, que alcançou o top dez da Oricon Albums Chart. Foi precedido pelos singles "Voltage" e "Blah Blah Blah", que alcançaram o número três na Oricon Singles Chart.

## Álbuns

### Álbuns de estúdio
| Título        | Detalhes | Melhores posições nas tabelas | Melhores posições nas tabelas | Melhores posições nas tabelas | Melhores posições nas tabelas | Melhores posições nas tabelas | Melhores posições nas tabelas | Vendas                            | Certificações  |
| Título        | Detalhes | COR                           | FIN                           | JAP                           | JAP Hot                       | EUA                           | EUA World                     | Vendas                            | Certificações  |
| Coreano       | Coreano | Coreano                       | Coreano                       | Coreano                       | Coreano                       | Coreano                       | Coreano                       | Coreano                           | Coreano        |
| ------------- | --- | ----------------------------- | ----------------------------- | ----------------------------- | ----------------------------- | ----------------------------- | ----------------------------- | --------------------------------- | -------------- |
| Crazy in Love | - Lançamento: 24 de setembro de 2021 - Gravadora: JYP Entertainment, Dreamus - Formato: CD, download digital, streaming         | 1                             | 21                            | 8                             | 34                            | 11                            | 1                             | - : 641,534 - : 23,287 - : 22,000 | - : 2× Platina |
| Born to Be    | - Lançamento: 8 de janeiro de 2024 - Gravadora: JYP Entertainment, Dreamus, Republic - Formato: CD, download digital, streaming | ASA                           | ASA                           | ASA                           | ASA                           | ASA                           | ASA                           | ASA                               | ASA            |
| Japonês       | |                               |                               |                               |                               |                               |                               |                                   |                |
| Ringo         | - Lançamento: 18 de outubro de 2023 - Gravadora: Warner Music Japan - Formato: CD, CD+DVD, download digital, streaming          | —                             | —                             | 7                             | 5                             | —                             | —                             | - : 26,029                        |                |

### Álbuns de compilação
| Título    | Detalhes | Melhores posições nas paradas | Vendas            |
| Título    | Detalhes | JAP                           | Vendas            |
| --------- | --- | ----------------------------- | ----------------- |
| It'z Itzy | - Lançamento: 22 de dezembro de 2021 (JAP) - Gravadora: Warner Music Japan - Formato: CD, CD+DVD, download digital, streaming Lista de faixas 1. "Dalla Dalla" (versão japonesa) 2. "Icy" (versão japonesa) 3. "Wannabe" (versão japonesa) 4. "Not Shy" (versão japonesa) 5. "In the Morning" (versão japonesa) 6. "Loco" (versão japonesa) 7. "Dalla Dalla" 8. "Icy" 9. "Wannabe" 10. "Not Shy" 11. "In the Morning" 12. "Loco" | 4                             | - : 30,740 (Fís.) |

## Extended plays
| Título                                                                                   | Detalhes | Melhores posições nas tabelas | Melhores posições nas tabelas | Melhores posições nas tabelas | Melhores posições nas tabelas | Melhores posições nas tabelas | Melhores posições nas tabelas | Melhores posições nas tabelas | Melhores posições nas tabelas | Vendas                             | Certificações |
| Título                                                                                   | Detalhes | COR                           | FIN                           | JAP                           | JAP Hot.                      | POL                           | EUA                           | EUA Heat.                     | EUA World                     | Vendas                             | Certificações |
| ---------------------------------------------------------------------------------------- | --- | ----------------------------- | ----------------------------- | ----------------------------- | ----------------------------- | ----------------------------- | ----------------------------- | ----------------------------- | ----------------------------- | ---------------------------------- | ------------- |
| It'z Icy                                                                                 | - Lançamento: 29 de julho de 2019 (COR) - Gravadora: JYP Entertainment - Formato: CD, download digital, streaming                             | 3                             | —                             | 12                            | 32                            | —                             | —                             | 19                            | 11                            | - : 200,510 - : 15,742 - : 1,000   |               |
| It'z Me                                                                                  | - Lançamento: 9 de março de 2020 (COR) - Gravadora: JYP Entertainment - Formato: CD, download digital, streaming                              | 1                             | —                             | 13                            | 37                            | 27                            | —                             | —                             | 5                             | - : 198,251 - : 10,882 - : 1,000   |               |
| Not Shy                                                                                  | - Lançamento: 17 de agosto de 2020 (COR) - Gravadora: JYP Entertainment - Formato: CD, download digital, streaming                            | 1                             | —                             | 8                             | 73                            | 23                            | —                             | —                             | 8                             | - : 269,222 - : 14,201             | - : Platina   |
| Guess Who                                                                                | - Lançamento: 30 de abril de 2021 (COR) - Gravadora: JYP Entertainment - Formato: CD, download digital, streaming                             | 2                             | —                             | 6                             | 16                            | —                             | 148                           | 1                             | 2                             | - : 365,353 - : 1,907 - : 3,300    | - : Platina   |
| Checkmate                                                                                | - Lançamento: 15 de julho de 2022 (COR) - Gravadora: JYP Entertainment, Dreamus, Republic - Formato: CD, download digital, streaming          | 1                             | 7                             | 10                            | 47                            | 9                             | 8                             | —                             | 1                             | - : 1,032,930 - : 7,237 - : 31,000 | - : Milhão    |
| Cheshire                                                                                 | - Lançamento: 30 de novembro de 2022 (COR) - Gravadora: JYP Entertainment, Dreamus, Republic - Formato: CD, download digital, streaming       | 1                             | —                             | 10                            | 39                            | —                             | 25                            | —                             | 2                             | - : 1,057,472 - : 5,301            | - : Milhão    |
| Kill My Doubt                                                                            | - Lançamento: 31 de julho de 2023 (COR) - Gravadora: JYP Entertainment, Dreamus, Republic - Formato: CD, download digital, streaming, cassete | 1                             | —                             | 22                            | 29                            | —                             | 23                            | —                             | 2                             | - : 1,293,092 - : 8,434 - : 23,000 | - : Milhão    |
| "—" indica lançamentos que não figuraram nas paradas ou não foram lançados nessa região. | |                               |                               |                               |                               |                               |                               |                               |                               |                                    |               |

### Extended playsde compilação
| Título                 | Detalhes | Melhores posições nas paradas | Vendas         |
| Título                 | Detalhes | JAP                           | Vendas         |
| ---------------------- | --- | ----------------------------- | -------------- |
| Not Shy (English Ver.) | - Lançamento: 22 de janeiro de 2021 (ING) - Gravadora: JYP Entertainment USA, Dreamus - Formato: Download digital, streaming Lista de faixas 1. "Not Shy" (versão em inglês) 2. "Wannabe" (versão em inglês) 3. "Icy" (versão em inglês) 4. "Dalla Dalla" (versão em inglês) | —                             |                |
| What'z Itzy            | - Lançamento: 1 de setembro de 2021 (JAP) - Gravadora: Warner Music Japan - Formato: Download digital, streaming Lista de faixas 1. "Dalla Dalla" 2. "Icy" 3. "Wannabe" 4. "Not Shy" 5. "In the Morning"                                                                     | —                             | - : 760 (Dig.) |

## Singleálbuns
| Título         | Detalhes |
| -------------- | --- |
| It'z Different | - Lançamento: 12 de fevereiro de (COR) - Gravadora: JYP Entertainment, Dreamus - Formatos: Download digital, streaming |

## Singles
| Título                                                                                   | Ano     | Melhores posições nas tabelas | Melhores posições nas tabelas | Melhores posições nas tabelas | Melhores posições nas tabelas | Melhores posições nas tabelas | Melhores posições nas tabelas | Melhores posições nas tabelas | Melhores posições nas tabelas | Vendas            | Certificações                       | Álbum          |
| Título                                                                                   | Ano     | COR                           | COR Songs                     | CAN                           | JAP                           | JAP Hot                       | NZ Hot                        | EUA World                     | WW                            | Vendas            | Certificações                       | Álbum          |
| Coreano                                                                                  | Coreano | Coreano                       | Coreano                       | Coreano                       | Coreano                       | Coreano                       | Coreano                       | Coreano                       | Coreano                       | Coreano           | Coreano                             | Coreano        |
| ---------------------------------------------------------------------------------------- | ------- | ----------------------------- | ----------------------------- | ----------------------------- | ----------------------------- | ----------------------------- | ----------------------------- | ----------------------------- | ----------------------------- | ----------------- | ----------------------------------- | -------------- |
| "Dalla Dalla" (달라달라)                                                                 | 2019    | 2                             | 2                             | —                             | —                             | 31                            | 20                            | 2                             | —                             | - : 2,000         | - : Platina (str.) - : Prata (str.) | It'z Different |
| "Icy"                                                                                    | 2019    | 10                            | 1                             | —                             | —                             | 34                            | —                             | 7                             | —                             |                   | - : Prata (str.)                    | It'z Icy       |
| "Wannabe"                                                                                | 2020    | 6                             | 2                             | 92                            | —                             | 23                            | 22                            | 4                             | —                             | - : 1,000         | - : Ouro - : Ouro (str.)            | It'z Me        |
| "Not Shy"                                                                                | 2020    | 9                             | 4                             | —                             | —                             | 18                            | 16                            | 8                             | 124                           |                   | - : Ouro (str.)                     | Not Shy        |
| "In the Morning"(마.피.아. In the Morning)                                               | 2021    | 10                            | 7                             | 97                            | —                             | 36                            | 12                            | 3                             | 34                            |                   |                                     | Guess Who      |
| "Loco"                                                                                   | 2021    | 26                            | 23                            | —                             | —                             | 46                            | 13                            | 4                             | 44                            |                   |                                     | Crazy in Love  |
| "Sneakers"                                                                               | 2022    | 5                             | 1                             | —                             | —                             | 62                            | 36                            | —                             | 71                            |                   |                                     | Checkmate      |
| "Cheshire"                                                                               | 2022    | 89                            | 23                            | —                             | —                             | —                             | —                             | —                             | —                             |                   |                                     | Cheshire       |
| "Cake"                                                                                   | 2023    | 22                            | —                             | —                             | —                             | —                             | —                             | —                             | —                             |                   |                                     | Kill My Doubt  |
| "Untouchable"                                                                            | 2024    | ASA                           | ASA                           | ASA                           | ASA                           | ASA                           | ASA                           | ASA                           | ASA                           | ASA               | ASA                                 | Born to Be     |
| Japonês                                                                                  |         |                               |                               |                               |                               |                               |                               |                               |                               |                   |                                     |                |
| "Voltage"                                                                                | 2022    | —                             | —                             | —                             | 3                             | 16                            | —                             | —                             | —                             | - : 37,943 (fís.) |                                     | Ringo          |
| "Blah Blah Blah"                                                                         | 2022    | —                             | —                             | —                             | 3                             | 11                            | —                             | —                             | —                             | - : 33,272 (fís.) |                                     | Ringo          |
| "Ringo"                                                                                  | 2023    | —                             | —                             | —                             | —                             | —                             | —                             | —                             | —                             |                   |                                     | Ringo          |
| Inglês                                                                                   |         |                               |                               |                               |                               |                               |                               |                               |                               |                   |                                     |                |
| "Boys Like You"                                                                          | 2022    | —                             | —                             | —                             | —                             | —                             | —                             | —                             | —                             |                   |                                     | Cheshire       |
| "—" indica lançamentos que não figuraram nas paradas ou não foram lançados nessa região. |         |                               |                               |                               |                               |                               |                               |                               |                               |                   |                                     |                |

### Singlespromocionais
| Título                                                                                   | Ano  | Melhores posições nas tabelas | Melhores posições nas tabelas | Álbum                                    |
| Título                                                                                   | Ano  | COR                           | EUA World                     | Álbum                                    |
| ---------------------------------------------------------------------------------------- | ---- | ----------------------------- | ----------------------------- | ---------------------------------------- |
| "Trust Me (Midzy)" (믿지)                                                                | 2021 | —                             | 11                            | Adicionado à nenhum álbum                |
| "Break Ice" (얼음깨) (com Second Aunt KimDaVi)                                           | 2021 | —                             | —                             | Adicionado à nenhum álbum                |
| "Weapon"                                                                                 | 2022 | —                             | —                             | Street Dance Girls Fighter (SGF) Special |
| "Sugar-holic"                                                                            | 2023 | —                             | —                             | Ringo                                    |
| "—" indica lançamentos que não figuraram nas paradas ou não foram lançados nessa região. |      |                               |                               |                                          |

## Aparições em trilhas sonoras
| Título        | Ano  | Álbum                    |
| ------------- | ---- | ------------------------ |
| "Superpowers" | 2023 | Strong Girl Nam-soon OST |

## Outras canções nas paradas
| Título                                                                                   | Ano  | Melhores posições nas tabelas | Melhores posições nas tabelas | Vendas    | Álbum          |
| Título                                                                                   | Ano  | COR                           | EUA World                     | Vendas    | Álbum          |
| ---------------------------------------------------------------------------------------- | ---- | ----------------------------- | ----------------------------- | --------- | -------------- |
| "Want It?"                                                                               | 2019 | —                             | 8                             | - : 1,000 | It'z Different |
| "Cherry"                                                                                 | 2019 | —                             | 23                            | —         | It'z Icy       |
| "Don't Give A What"                                                                      | 2020 | —                             | —                             | —         | Not Shy        |
| "Be In Love"                                                                             | 2020 | —                             | —                             | —         | Not Shy        |
| "Surf"                                                                                   | 2020 | —                             | —                             | —         | Not Shy        |
| "Sorry Not Sorry"                                                                        | 2021 | —                             | —                             | —         | Guess Who      |
| "Kidding Me"                                                                             | 2021 | —                             | —                             | —         | Guess Who      |
| "Shoot!"                                                                                 | 2021 | —                             | —                             | —         | Guess Who      |
| "Wild Wild West"                                                                         | 2021 | —                             | —                             | —         | Guess Who      |
| "Tennis (0:0)"                                                                           | 2021 | —                             | —                             | —         | Guess Who      |
| "Swipe"                                                                                  | 2021 | —                             | 23                            | —         | Crazy in Love  |
| "Sooo Lucky"                                                                             | 2021 | —                             | —                             | —         | Crazy in Love  |
| "#Twenty"                                                                                | 2021 | —                             | —                             | —         | Crazy in Love  |
| "B[oo]m-Boxx"                                                                            | 2021 | —                             | —                             | —         | Crazy in Love  |
| "Gas Me Up"                                                                              | 2021 | —                             | —                             | —         | Crazy in Love  |
| "Love Is"                                                                                | 2021 | —                             | —                             | —         | Crazy in Love  |
| "Chillin' Chillin'"                                                                      | 2021 | —                             | —                             | —         | Crazy in Love  |
| "Mirror"                                                                                 | 2021 | —                             | —                             | —         | Crazy in Love  |
| "Racer"                                                                                  | 2022 | —                             | —                             | —         | Checkmate      |
| "What I Want"                                                                            | 2022 | —                             | —                             | —         | Checkmate      |
| "Free Fall"                                                                              | 2022 | —                             | —                             | —         | Checkmate      |
| "365"                                                                                    | 2022 | —                             | —                             | —         | Checkmate      |
| "Domino"                                                                                 | 2022 | —                             | —                             | —         | Checkmate      |
| "Snowy"                                                                                  | 2022 | —                             | —                             | —         | Cheshire       |
| "Freaky"                                                                                 | 2022 | —                             | —                             | —         | Cheshire       |
| "Bet on Me"                                                                              | 2023 | —                             | —                             | —         | Kill My Doubt  |
| "None of My Business"                                                                    | 2023 | —                             | —                             | —         | Kill My Doubt  |
| "Bratty" (나쁜애)                                                                        | 2023 | —                             | —                             | —         | Kill My Doubt  |
| "Psychic Lover"                                                                          | 2023 | —                             | —                             | —         | Kill My Doubt  |
| "Kill Shot"                                                                              | 2023 | —                             | —                             | —         | Kill My Doubt  |
| "—" indica lançamentos que não figuraram nas paradas ou não foram lançados nessa região. |      |                               |                               |           |                |

## Vídeos musicais
| Título                                | Anos | Diretor(es)                           | Ref.          |
| ------------------------------------- | ---- | ------------------------------------- | ------------- |
| "Dalla Dalla" (달라달라)              | 2019 | Naive Creative Production             | [ 75 ]        |
| "Icy"                                 | 2019 | Naive Creative Production             | [ 76 ]        |
| "Wannabe"                             | 2020 | Naive Creative Production             | [ 77 ]        |
| "Not Shy"                             | 2020 | Naive Creative Production             | [ 78 ]        |
| "Not Shy" (English version) in Zepeto | 2021 | Desconhecido                          | [ 79 ]        |
| "In the Morning"                      | 2021 | Bang Jae-yeob                         | [ 80 ]        |
| "Loco"                                | 2021 | Rigend Film                           | [ 81 ]        |
| "Swipe"                               | 2021 | Ha Jeonghoon (Sushivisual)            | [ 82 ]        |
| "Wannabe (Japanese ver.)"             | 2021 | Naive Creative Production             | [ 83 ]        |
| "Loco" (Japanese ver.)                | 2021 | Rigend Film                           | [ 84 ]        |
| "Voltage"                             | 2022 | Naive Creative Production             | [ 85 ]        |
| "#Twenty"                             | 2022 | kinotaku                              | [ 86 ]        |
| "Sneakers"                            | 2022 | 725 (SL8 Visual Lab)                  | [ 87 ]        |
| "Blah Blah Blah"                      | 2022 | Naive Creative Production             | [ 88 ]        |
| "Boys Like You"                       | 2022 | Ha Jeong-hoon (HAT TRICK)             | [ 89 ]        |
| "Cheshire"                            | 2022 | 725 (SL8 Visual Lab)                  | [ 90 ]        |
| "Bet on Me"                           | 2023 | Naive Creative Production             | [ 91 ] [ 92 ] |
| "None of My Business"                 | 2023 | Ko Yoo-jeong (Edie Ko)                | [ 93 ] [ 94 ] |
| "Cake"                                | 2023 | Rima Yoon, Jang Dong-ju (Rigend Film) | [ 95 ] [ 96 ] |
| "Ringo"                               | 2023 | Lee In-hoon (SEGAJI)                  | [ 97 ]        |
| "Sugar-holic"                         | 2023 | Desconhecido                          | [ 98 ]        |